# Tractat entre Ebla i Abarsal
El tractat entre Ebla i Abarsal va ser un important conveni comercial i polític que deixava constància per escrit de les relacions entre el regne d'Ebla i el regne d'Abarsal a la zona de l'Eufrates mig. El tractat es conserva a les Tauletes d'Ebla trobades en aquella ciutat. La data es desconeix, però estaria a l'entorn del 2350 aC amb més o menys 50 anys. És un document que reparteix el control entre dos estat d'un territori més aviat extens de l'antiga regió de Síria.
El text mostra la importància que en aquell moment tenia Ebla en tota la regió. Ebla imposa a Abarsal les seves condicions, tant econòmiques com polítiques i territorials. Es regulen molts assumptes, tant de domini territorial i control de les xarxes de comerç, com els aspectes tributaris dels ciutadans i dels comerciants. També concreta els procediments per mantenir les seus i els ambaixadors eblaïtes a Abarsal i dels ambaixadors d'Abarsal a Ebla, les factures de compra, les sancions per greuges entre els habitants dels dos països, les compensacions pels productes extraviats o robats i les mesures contra els robatoris i els bandits.
Fa una relació de les ciutats que pertanyien a Ebla, encara que el nom de tres resulta il·legible. Enumera la ciutat de Kablul i els seus ports comercials, i Za'ar i els seus ports a Usil-Adu, la ciutat i els ports de Gutanum, i diu que els súbdits del rei d'Ebla que són en aquests ports es troben sota la jurisdicció del rei d'Ebla, i els súbdits d'Abarsal, sota la jurisdicció del rei d'Abarsal. També són del rei d'Ebla Karkemish, Tinnu i els seus ports, Arga, Lada'inu, Irrulaba, Dazaba, Garamu, Radda'a i els seus ports, Alashune, Ra'ash, Adu i Igi. Diu també que les ciutats de Kakmium, Hashuwan i Irar, que havien estat destruïdes, (cal entendre que recentment), els seus habitants no les han reconstruït, i el prefecte del Palau d'Ebla es cuidaria d'organitzar el comerç amb aquestes ciutats, i el rei d'Abarsal no hi podrà establir relacions de mercat amb elles. Regula també els desplaçaments dels comerciants, que passin per on passin, serà el rei d'Ebla el que doni les autoritzacions necessàries.